# José Luis Díaz Vázquez
José Luís Díaz Vázquez (Maracaibo, 31 de marzo de 1959), más conocido como Indio Díaz, es un exjugador de baloncesto español que ocupaba la posición de alero. Era conocido como Indio por haber nacido en Venezuela, aunque de padres españoles y criado en España.

## Trayectoria
Nació en Maracaibo, de padres gallegos. Formado en la cantera del Real Madrid, llegó a coincidir en el Tempus con jugadores como Fernando Romay, José Luis Llorente o Alfonso del Corral, siendo partícipe de una gran gesta al eliminar el Real Madrid en el partido de semifinal de la Copa del Rey de la temporada 1978-79, perdiendo después la final contra el FC Barcelona. Esa gran campaña con el Tempus le llevaría a la internacionalidad absoluta, vistiendo la camiseta nacional en 18 ocasiones. Fue subcampeón de Europa con la selección junior en Roseto (Italia) en el año 1978. En el Real Madrid juega durante 2 temporadas, pero la falta de protagonismo hace que fiche por el Inmobanco. Después jugaría en el CAI Zaragoza, militando en el equipo aragonés durante 6 temporadas en las que ganó la Copa del Rey de baloncesto 1984. También jugaría las ligas de verano de Venezuela en los años 84 y 88. Su último equipo como profesional sería el Valencia Basket, jugando durante 4 temporadas, y siendo pieza clave en el crecimiento del proyecto en la primera etapa del club valenciano en la Liga ACB. En la ACB promedió 14,7 puntos, 2 balones robados y 2 asistencias en un total de 318 partidos.

## Palmarés
- Liga Española (1):    1982.
- Copa del Rey (1): 1984.
- Copa Intercontinental (1): 1981.
- Medalla de Plata con la Selección Nacional Junior en el Campeonato de Europa de Rosetto-78

## Varios
- Comentarista de Telemadrid para los partidos de la liga ACB.

## Enlaces
- Ficha del jugador en la web de la ACB.

- Datos: Q6292760